# Alpine A106
L'Alpine A106 est la première Alpine de série, conçue par Chappe et Gessalin pour Jean Rédélé sur la base de la Renault 4 CV.

## Description
Les précédents modèles de la gestation d'Alpine, tels le coupé Le Marquis (acquis pour une production sous licence aux États-Unis mais finalement jamais fabriqué) et surtout le coupé Allemano réalisé en aluminium en Italie sur une base de Renault 4 CV n'ont pas eu de suite commerciale. Pendant que Jean Rédélé exploitait la filière italienne pour la création de ses voitures, Jean Gessalin, nouvellement intégré dans la carrosserie familiale Chappe et Gessalin - dessine dès fin 1953 (soit avant la réalisation du coupé Allemano) et réalise sa propre auto sur base Renault 4 CV. Cette voiture, en cours de construction, sera découverte par hasard par Gerard Escoffier, beau-frère de Jean Rédélé, et finalement, ce projet sera retenu pour la production de la future Alpine qui portera le nom d'A106. Chappe et Gessalin n'étaient donc pas de simples sous-traitants pour Alpine mais bien les carrossiers à la base du projet A106 et les futurs assembleurs de leur création. Il en sera de même pour le coupé 2+2 A108 et l'A110 GT4 également conçus et assemblés en partie par Chappe et Gessalin pour la marque Alpine.
Techniquement, l'A106 est très proche de la 4 CV. D'ailleurs le nom d'A106 provient des types Mines de la 4 CV qui sont 1060, 1062 et 1063 (le type 1061 vient d'un prototype étudié par Renault avec une boîte auto pour les mutilés de guerre) tandis que les types 1064 et 1065 sont attribués à des monoplaces ou barquettes de courses étudiés par des particuliers peu ou prou soutenus par Renault. La version sportive Mille Miles de l'A106 dérivera du type 1063 qui est le modèle compétition développé par Renault.

## Historique
Jean Rédélé trouvait cette 4 CV 1063 très performante mais il estimait qu'elle méritait une carrosserie plus légère et un maître couple plus intéressant. Les prototypes nommés précédemment furent créés, mais c'est à l'été 1955 que trois premiers modèles construits par Chappe et Gessalin (à la demande de Charles Escoffier, grand concessionnaire Renault parisien et beau-père de Jean Rédélé) un bleu, un blanc, et un rouge, de l'A106 furent présentés dans la cour de l'usine de Renault à Billancourt à Pierre Dreyfus.
À partir de 1955, la petite A106 accumula les victoires. Différentes options furent offertes, telles que la suspension Mille Miles (à la suite de la participation à cette course), constituée de quatre amortisseurs à l'arrière (suspension reprise plus tard sur la R8 Gordini), ou encore la rarissime boîte à 5 rapports Pons à licence Claude qui valait à l'époque le prix d'une 4 CV à elle seule.
Il y eut plusieurs A106, le coach (à phares droits puis à phares reculés) et le cabriolet à partir du Salon de Paris 1957.
En 1960, le coach A106 laisse place au type A108 mais une nouvelle carrosserie, apparue sur le Tour de France, va bientôt le supplanter dans les esprits et sur les podiums, la A110.